# Sauroctonus
Sauroctonus é um gênero de gorgonopsídeos que viveram na Rússia ate a África no Permiano e mediam cerca de 3 metros de comprimento.

## Galeria

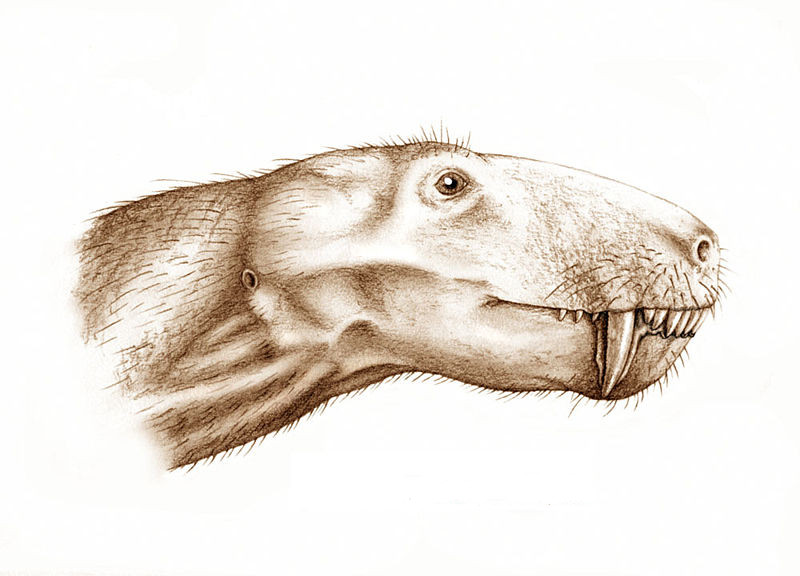
Sauroctonus parringtoni
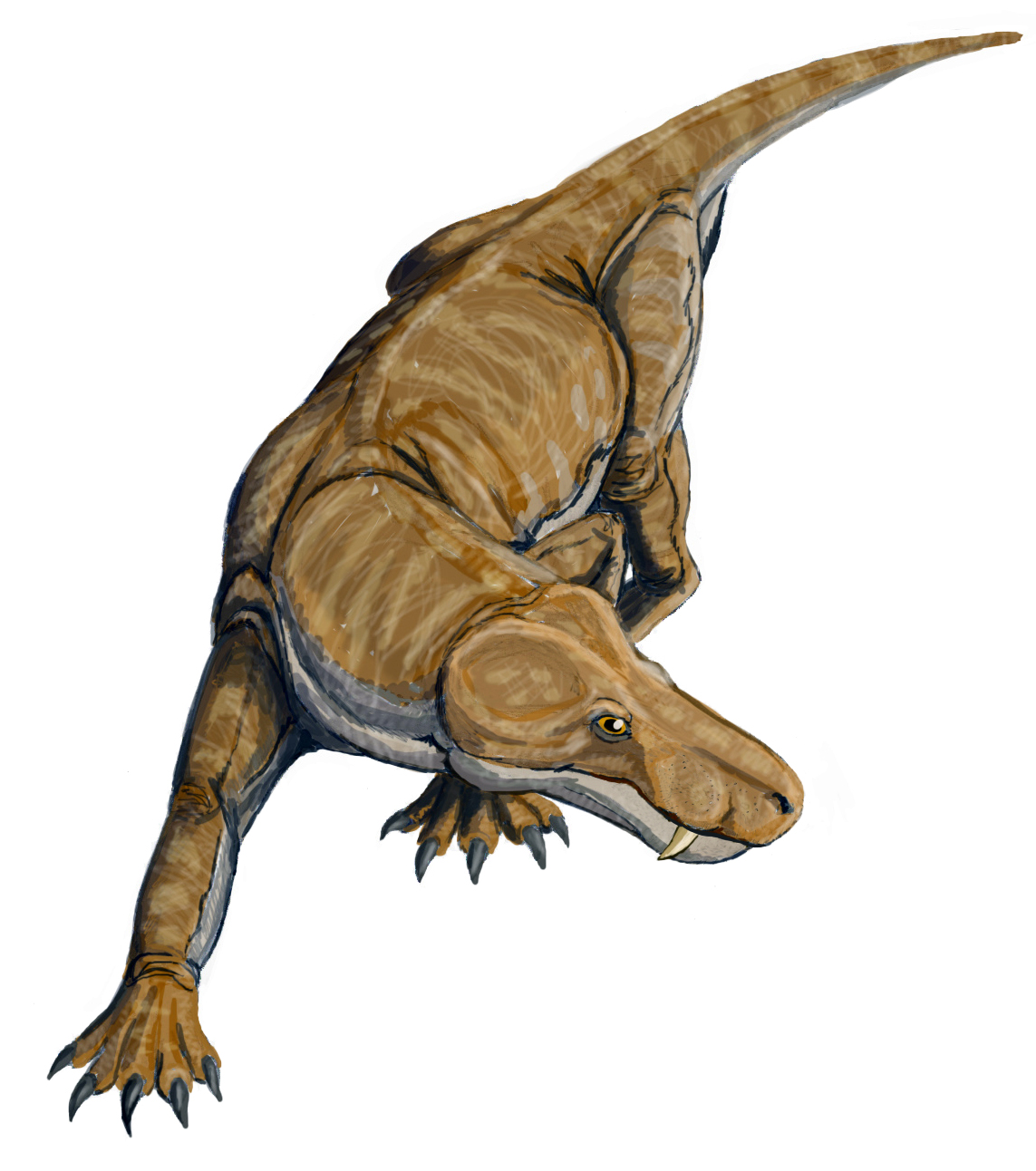
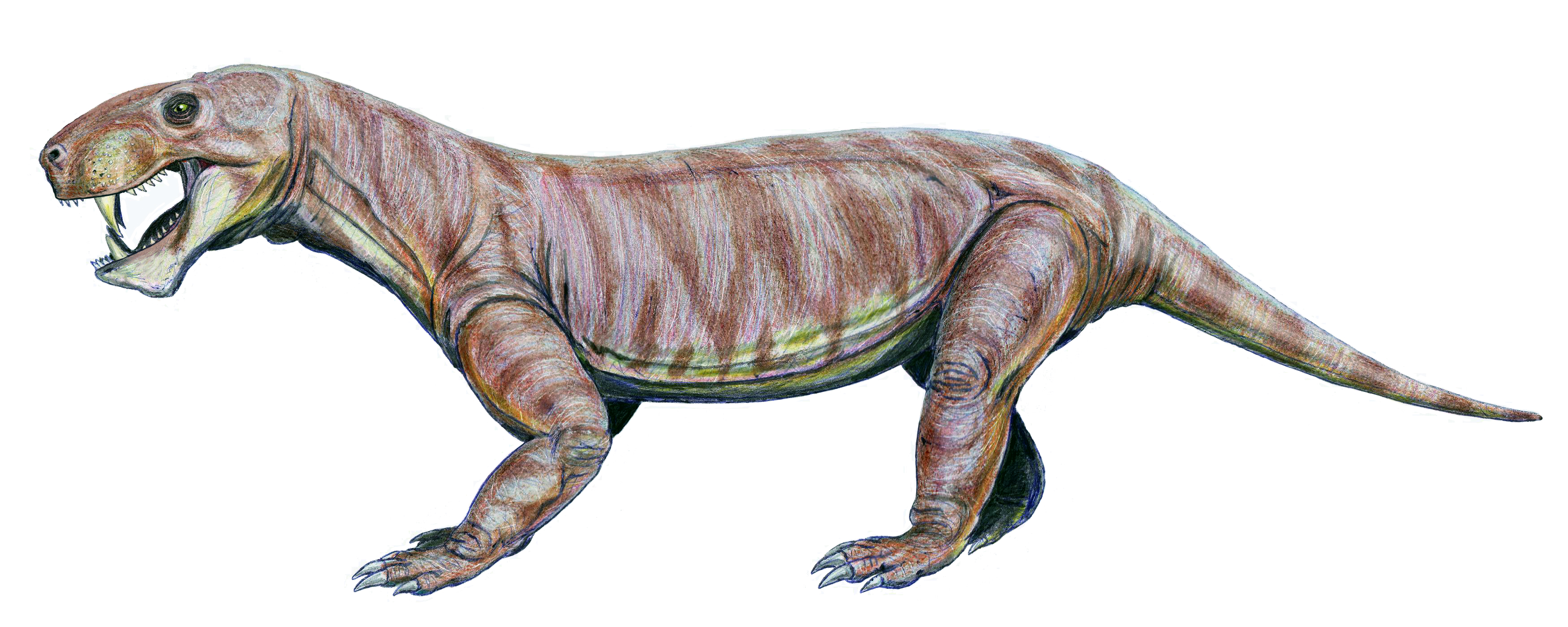